# Myslivost

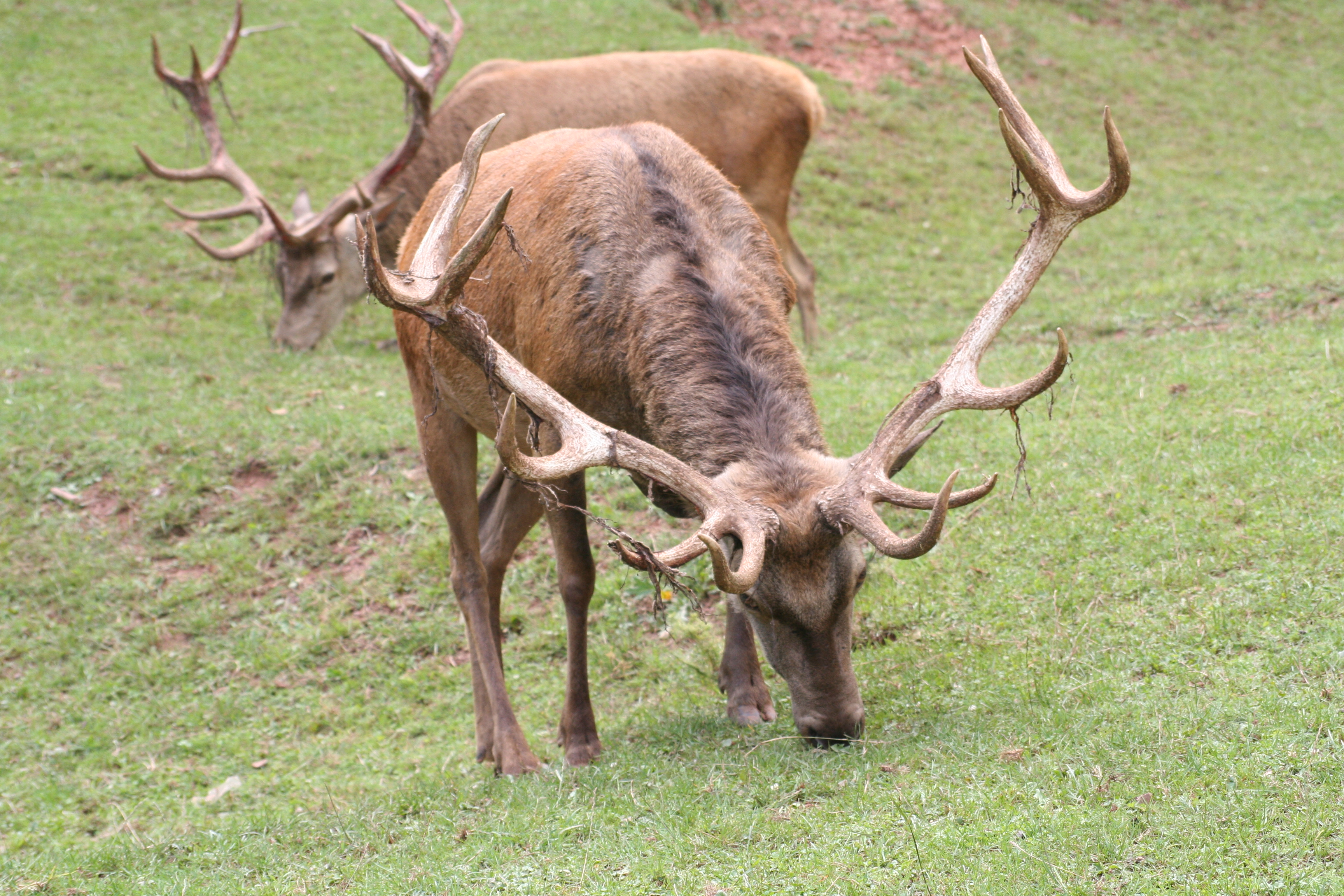
Jelen evropský

Myslivost je soubor činností prováděných ve vztahu k volně žijící zvěři (jako součásti ekosystému) a spolkové činnosti směřující k udržení a rozvíjení mysliveckých tradic a zvyků (jako součásti kulturního dědictví). Člověk zabývající se myslivostí se nazývá myslivec.

## Etymologie
Slovo myslivec vzniklo jako substantivní (jmenná) odvozenina z přídavného jména myslivý, přičemž myslivý byl ten, kdo stále, usilovně, rád na něco myslil. Z významu „rád (na něco) myslící“ se vyvinul význam „rád se něčím (v mysli, pak i ve skutečnosti) obírající, zálibu v něčem mající“. V tomto významu se užívalo přídavné jméno myslivý a podstatné jméno myslivost o různých zábavách a zvláště o lovu. Zpodstatnělé přídavné jméno myslivý se stalo názvem lovícího člověka nebo honicího psa. Název myslivec je poprvé doložen ve Veleslavínově čtyřjazyčném slovníku Nomenclator quadrilinguis Boemico–Latino–Graeco–Germanicus (1598).

## Historie myslivosti
Počátky myslivosti lze spatřovat v lovu v dobách paleolitu, kdy ještě znamenal pro člověka jeden z hlavních zdrojů obživy (kromě sběru byl důležitý ještě rybolov, ten ale pod myslivost nepatří). Lovila se převážně dnes už vyhynulá pravěká zvířata (například mamut), ale i mnohá dosud žijící: zubr, los, sob, jelen, bobr aj. V neolitu přestal být lov hlavním zdrojem potravy díky rozvoji pěstování zemědělských plodin a počátkům rolnictví. Z odchytu zvířat se vyvinulo pastevectví. Došlo k domestikaci mnoha druhů rostlin i zvířat. Definitivně ztratil lov významu obživy s příchodem Keltů a později Slovanů na naše území. Lovcem býval zpravidla jen jeden člověk. Rozvíjely se zbraně luk a šíp, oštěp, sekera, nůž.
V dobách feudalismu se do čela společnosti dostal panovník, který kromě jiných výsad získal s vlastnictvím veškeré půdy také výhradní právo k lovu (tzv. regál). Panovník mohl právo k lovu propůjčovat feudálovi. S rozvojem feudalismu spojeným s růstem moci šlechty byl omezován také regál. První zákon týkající se myslivosti spadá do poloviny 10. století, kdy kníže Boleslav I. stanovil tzv. vysokou honbu, tedy právo lovu bylo doménou pouze panovníka. Dalším významným letopočtem byl rok 1573, kdy český sněm vydal nařízení, které pojednávalo o ochraně zvěře a tím také stanovovalo podmínky jejího lovu.
V roce 1388 nařízení krále Václava IV. se ustavilo tzv. právo dominikální, které zavedlo lov jako výsadu vrchnosti. Pro panovníka byly určeny okrsky, kde mohl lovit. Lov se stal kratochvílí a sloužil spíše jako příležitost k reprezentaci. Rozvíjely se zbraně jako například kuše, tesák, lovecký meč a od konce 17. století také lovecká ručnice. Rozvíjely se i techniky lovu do plachet, sítí, různé druhy štvanic a honů. Ve 13. a 14. století byly zakládány obory a bažantnice. V roce 1573 vyšlo usnesení českého sněmu, které obsahovalo i nařízení o ochraně zvěře. Myslivost se tímto stala povoláním.
V 17.–18. století byly založeny první lovecké řády, při kterých se sdružovali lovci z řad šlechty. V roce 1695 vznikl Řád sv. Huberta, který založil František Antonín Sporck. Další úpravy lovectví vydal Karel VI. roku 1728 vydáním loveckého řádu (Jägerordung), který zůstal nezměněn až do vlády Marie Terezie, která v roce 1743 vydala řád nový. Díky řádům z let 1754 a 1756, které vydala Marie Terezie, bylo preferováno lesnictví před myslivostí. V roce 1786 vydal Josef II. všeobecný honební patent, který prohlásil právo myslivosti za právo státu, který jej mohl dále svěřovat. Patent měl zajistit rovnováhu mezi využíváním zvěře na jedné straně a ochranou zájmů těch, kdo na zemědělské půdě hospodařili, na straně druhé. 19. století přetrvával trend podřizování myslivosti zájmům lesnictví. Došlo ke snížení stavu zvěře jelení a zvýšily se stavy srnčí zvěře. Nastal prudký rozvoj bažantnictví. Ve zbraních se prosadily brokovnice, které měly na českém území velmi dobrou tradici. Zavedeny byly nové techniky lovu: šoulačka, čekaná, slídění, lov na újedi, vábení, společné hony, kruhová leč, ploužení, naháňka apod.
Myslivec (Jäger) slove osoba, která zná netoliko přírodopis divokých zvířat, nýbrž která je umí také vychovati, ostříhati, potřebná zvířata k jejich lapání vycvičiti, sítě a pastě zhotoviti, veškeré nástroje vhodné upotřebiti, pro každý druh zvířat nejvhodnější způsob lapání a střílení užívati a zvěř co nejlépe upotřebiti.
František Špatný, Mluva myslivecká (1876)

### Rakousko-Uhersko (1868–1918)
Výsadní lovecké právo zaniklo teprve zrušením dominikálního práva císařským patentem č. 154 ze dne 7. března 1849 (krátce po nástupu císaře Františka Josefa I. na trůn), který spojil právo myslivosti s vlastnictvím půdy. Honitby se začaly dělit na honitby vlastní a společenstevní. V zemích Koruny české mohl právo myslivosti vykonávat každý, kdo vlastnil nejméně 200 jiter (115 hektarů) souvislých honebních pozemků. Později byl nahrazen honebním zákonem pro Čechy č. 49 ze dne 1. června 1866, honebním zákonem pro Moravu č. 36 ze dne 31. března 1873 a honebním zákonem pro Slezsko č. 42 ze dne 13. ledna 1903. Zákony zůstaly v platnosti až do konce třicátých let 20. století. Délka pronájmu honitby byla zákonem stanovena na dobu nejméně šesti let, pro delší než dvanáct let bylo třeba souhlasu okresního úřadu. Všechny tři honební zákony spojovaly právo myslivosti s vlastnictvím půdy.
Zbrojný pas. Povolení k nošení zbraně uděluje se zbrojným pasem, který dle patentu ze dne 24. října 1852 jenom osobám nepodezřelým vydán býti má. Zbrojný pas zní na určitou zbraň a platnost má tři léta. Kdyby někdo přestěhoval se z jednoho politického okresu do druhého, musí zbrojný pas svůj u politického úřadu obnoviti. Kdo nosí zbraň na základě zbrojního pasu, musí jej míti také při sobě, aby se jím mohl vykázati, nebo kdyby, byv vyzván, tak neučinil, bude mu zbraň odňata.
Myslivost a rybářství, Politický kalendář 1906

### První Československá republika
Výskyt a techniky lovu zvěře se nezměnily. V roce 1919 byl ustaven Československý lovecký a kynologický říšský svaz, v roce 1920 v Bratislavě „Lovecký ochranný spolok pre Slovensko” a v roce 1923 Československá myslivecká jednota (ČSMJ), která slučovala řadu tehdejších českých mysliveckých a loveckých spolků (např. Ústřední spolek pro ochranu přátel myslivosti v Tišnově, Lovecký klub v Českých Budějovicích, atd.) V roce 1932 byla ustavena Myslivecká komora Československé republiky, která sdružovala celorepublikové svazy českou ČSMJ a německý „Verband deutscher Jäger St. Hubertus” z Litoměřic.
Vedle toho od roku 1933 sdružoval na Moravě německý „Verband deutscher Jagdschutz- und Hundezuchtvereine im Tschechoslowakischen Staate” se sídlem v Brně spolky: Deutsch-mährischen Jagdschutz- und Hundezuchtverein se sídlem v Brně, St. Hubertus Deutsch Kurzhaar-Verein se sídlem v Chomutově, Jagd- und Fischereischutzverein für Ostschlesien se sídlem v Těšíně, Verein deutscher Jäger des Saazer Landes se sídlem v Žatci, Klub deutscher Jäger für Bilin und Umgebung se sídlem v Bílině, Klub deutscher Jäger se sídlem v Teplicích a Jagdschutzverein für Westschlesien se sídlem v Opavě. Tiskovým orgánem byl časopis «Jagdliche und kynologische Rundschau».
Zákon ze dne 25. června 1929 č. 98 (tzv. Malý honební zákon) stanovil doby lovu a doby, kdy je zvěř hájena. Zákon řešil i důležité otázky honební jako odstřel přebíhavé zvěře jelení a dančí (§ 4), ochranu polního a lesního hospodářství při nadměrném rozmnožení některého druhu zvěře (§5), obmezení majitele (nájemce) honitby, chytání koroptví do sítí a sbírání vajec užitkové pernaté zvěře (§7), náhradu škod způsobených na Slovensku a na Podk. Rusi černou zvěří (§ 8), sjednocení trestních sankcí za přestupky honební (§ 9). Dále bylo vydáno vládní nařízení ze dne 9. ledna 1934, č. 7 Sb., o dopravě a prodeji lovné zvěře užitkové, vládní nařízení ze dne 10. srpna 1939, č. 205 Sb., o řádném výkonu myslivosti aj. Po sladění zájmů zemědělství a myslivosti došlo k intenzivnímu chovu pernaté zvěře a odklonu od chovu zvěře spárkaté (s výjimkou zvěře srnčí).
Na konci roku 1935 se po mnohaletých přípravách konala ustavující schůze „Československého kynologického svazu v Praze”, který se stal celostátním ústředím pro Československý lovecký a kynologický říšský svaz, Československý svaz kynologický a také Československou mysliveckou jednotu a další chovatelské spolky pěstitelů loveckých psů. V květnu 1938 následoval německý „Verband deutscher Jäger St. Hubertus” provolání Konrada Henleina, spolek byl nově uspořádán do myslivecké sudetské asociace „Sudetendeutsche Jägerschaft”.

### Druhá Československá republika a Protektorát Čechy a Morava
K celnímu zapojení Protektorátu do Říše vydalo ministerstvo zemědělství vyhlášku ze dne 30. září 1940, č. 365 Sb., o dopravě zvěře z Protektorátu Čechy a Morava, a dále vládní nařízení ze dne 5. prosince 1940, č. 30/1941 Sb., o zamezení a potlačení tularemie zvířat. Protektorátní vládní nařízení ze dne 31. března 1941 č. 127/1941 Sb. i prováděcí nařízení č. 128/1941 Sb., byly vydány podle zmocňovacího zákona a obě normy definovaly právo myslivosti jako právo související s vlastnictvím pozemku. Nejnižší přípustná výměra byla zákonem stanovena pro honitby vlastní na 115 ha a pro honitby společenstevní na 250 ha. Vlastník pozemků, který splňoval podmínku minimální výměry, nemusel žádat o její uznání. Ministerstvo zemědělství mohlo ale v některých případech rozhodnout o zvýšení minimální výměry: u vlastní honitby až na 300 ha, u společenstevní honitby až na 500 ha. Zákon také umožňoval ponechat myslivost takzvaně v klidu.
Vládním nařízením č. 127 z roku 1941 se stalo členství v jediné povolené organizaci České myslivecké jednotě povinné a došlo k zavedení mysliveckých zkoušek. Od roku 1942 až do roku 1946 stál v čele ČMJ Arnošt Schwarzenberg. V roce 1943 přesídlilo vedení ČMJ z Brna do Prahy a vznikly okresní myslivecké spolky. Němečtí státní příslušníci, kteří byli v protektorátu majiteli platných ročních honebních lístků, náleželi k říšskému svazu «Deutsche Jägerschaft, skupina Čechy a Morava». Pro tuto skupinu a její členy platily stanovy NS-říšského svazu «Deutsche Jägerschaft».
Území Protektorátu Čechy a Morava bylo rozděleno na myslivecké dohlédací okrsky, které se měly krýt s lesními dohlédacími okresy a podle možnosti též s hranicemi správních jednotek. Dohled nad myslivostí byl svěřen nejvyššímu mysliveckému úřadu - ministerstvu zemědělství (nejvyššímu lesnímu úřadu Protektorátu Čechy a Morava), vyšší myslivecké úřady (zemské úřady) plnily funkci dohledacích úřadů a nižší myslivecké úřady, kterými byly okresní úřady, funkci nižších lesních dohlédacích úřadů.
V honebních okrscích náležejících Protektorátu Čechy a Morava (vlastní honební okrsky), v honebních okrscích jím propachtovaných, v honebních okrscích, ve kterých vykonávali myslivost protektorátní úředníci, příslušela správní působnost nejvyššímu lesnímu úřadu Protektorátu – ministerstvu zemědělství. Správní působnost mysliveckých úřadů v honebních okrscích, ve kterých příslušel výkon myslivosti Říši, byla vyhrazena říšskému protektoru v Čechách a na Moravě. Nejvyšší myslivecký úřad měl k ruce jako poradní sbor „Mysliveckou radu pro Čechy a Moravu”. Nižší myslivecké úřady užívaly jako poradců myslivosti bezúhonné a zkušené myslivce.

### Třetí Československá republika (1945–1948)
Po osvobození Československa v roce 1945 zůstaly částečně v platnosti myslivecké předpisy období první republiky a částečně i protektorátní legislativa, jež stanovovala vyhláška ministerstva zemědělství č. 289 Ú.l. RČS ze dne 4. 10. 1945, o prozatímní úpravě myslivosti. Ministerstvo zemědělství vydalo 27. 7. 1946 vyhlášku č. 1568 Ú.l. RČS díl I., o využití společenstevních honiteb, a ještě téhož roku výnos čj. 25633-VIII/3-1946, kterým upravovalo zvláštní podmínky o propachtování honebních okrsků, spravovaných ústředním ředitelstvím Státních lesů a statků v Praze.
V důsledku vládního nařízení ze dne 30. dubna 1946 o zrušení nebo změně rozhodnutí správních úřadů z doby nesvobody a o úřadech, zřízených za doby nesvobody, přešla působnost ve věcech mysliveckých dnem 15. června 1946 v I. instanci na okresní národní výbory (správní komise), v II. instanci na zemské národní výbory a ve III. instanci na ministerstvo zemědělství. Tímto byly zrušeny nižší myslivecké úřady, které dosud rozhodovaly o mysliveckých záležitostech. Ministr zemědělství J. Ďuriš prosadil jejich zrušení s odůvodněním, že by působení těchto úřadů mohlo přímo znemožnit činnost lidových loveckých společností, přičemž rozhodování o jejich zakládaní přenesl v I. instanci na orgány lidové správy — na okresní národní výbory. Tímto výnosem ministerstvo zemědělství prakticky zabránilo pronájmu státních honiteb jednotlivcům, které mohly být pronajímány výlučně tzv. „Lidovým loveckým společnostem”, jejichž vznik stanovilo ministerstvo zemědělství 13. 3. 1947 výnosem č. 32823/940-VI/7-47, o ustavení lidových loveckých společností a instruování žádostí o schválení stanov a o pacht honiteb.
O ustavení lidové lovecké společnosti rozhodoval příslušný okresní národní výbor na doporučení Jednotného svazu českých zemědělců. Lidová lovecká společnost musela být složena tak, aby jednu polovinu tvořili zemědělci s nejvýše 20 ha orné půdy, druhou polovinu zaměstnanci státních lesů a statků, dělníci, zaměstnanci, drobní živnostníci a „myslivci lidově demokratických vrstev“. Myslivost se tak stala účinným agitačním prostředkem při získávání voličů a sympatizantů KSČ, ovládající rezort ministerstva zemědělství.
Nový zákon o myslivosti (č. 225/1947 Sb.) nabyl účinnosti dnem 1. ledna 1948. Uspořádáni honebních poměrů podle dosud platného práva (vládní nařízeni č. 127 a 128 z 31. března 1941) bylo zrušeno. Právo myslivosti mělo podle ministerstva zemědělství odpovídat zásadám lidové demokratické republiky a tudíž tzv. „zlidověno a dáno do rukou zemědělců, lesních zaměstnanců a ostatních vrstev pracujícího lidu“. Zákon myslivost zařadil mezi hospodářské a kulturní hodnoty a zároveň odvětví zemědělské a lesní výroby, čímž ji přeřadil z oblasti sportu, zájmu, zábavy a záliby na součást nejen lesnictví, ale nově i zemědělství.
Zřízení společenstevní honitby bylo vázáno na obvod politické obce. Obce s výměrou hanební plochy pod 200 ha byly příslušným ONV přičleněny k sousední honitbě (s níž měly nejdelší společné hranice) nebo ONV vytvořil z obvodu několika politických obci jednu sloučenou novou samostatnou společenstevní honitbu.
Vlastníci honebních pozemků nad 115 ha, kteří měli na svých pozemcích dosud zaručeno výlučné právo výkonu myslivosti (na vlastní honitbě) ztratili tuto možnost a vlastní honitby připadly podle zásady zlidovění myslivosti ke společenstevním honitbám, které byly tvořeny souvislými honebními pozemky téhož vlastníka nebo spoluvlastníků o výměře nejméně 500 ha (i když nebyly v obvodu pouze jedné politické obce).
Členy honebního společenstva se stali všichni vlastníci honebních pozemků, usnášejícím orgánem valné shromáždění, kterému příslušela:
a) volba honebního starosty, který byl současně předsedou honebního výboru, jeho zástupce a pěti dalších členů honebního výboru a jejich náhradníků.
b) rozhodnutí o způsobu využití společenstevní honitby.
c) stanovení pachtovních podmínek.
d) rozhodnutí o způsobu propachtování.
e) určení osoby pachtýře, v případě propachtování honitby z volné ruky určení osoby, která byla pověřena výkonem práva myslivosti na vlastní účet honebního společenstva.
f) rozhodování o finančních věcech honebního společenstva: 1. na vlastní účet skrze mysliveckého hospodáře (člen honebního společenstva, který se mohl vykázat alespoň jedním platným ročním loveckým lístkem a pokud obdržel doporučení místního národního výboru a okresního sdružení Jednotného svazu zemědělců, a byl československým státním občanem), 2. propachtováním honitby.
Pachtýřem (nájemcem) společenstevní honitby se mohla stát jedině myslivecká společnost, jejíž stanovy (vypracované podle vzorových stanov ministerstva zemědělství) schválil příslušný zemský národní výbor, na Slovensku pověřenectvo pro zemědělství a pozemkovou reformu, a ministerstvo zemědělství. Členy mysliveckých společností mohli být jen držitelé loveckých lístků a většinu členské základny museli tvořit rolníci, dělníci, zemědělští zaměstnanci a ostatní pracující vrstvy obyvatelstva. Pachtýřem se tedy nemohl stát jednotlivec.
Honitba musela být propachtována vcelku, a to nejméně na dobu 8 let, tak aby pachtovní poměr skončil 31. prosince. Podpacht (pronájem nájmu) honitby byl zakázán. Honitby o větší rozloze musely být rozděleny na dvě či více honiteb, přičemž každá z nich musela mít nejméně 500 ha honební plochy. Rozdělení honitby povoloval ONV ve spolupráci s Jednotným svazem českých zemědělců a Československé myslivecké jednoty.
Čistý výtěžek z využívání společenstevní honitby se rozděloval po odečtení výloh na jednotlivé členy honebního společenstva podle výměry jejich honebních pozemků. Návrh na rozdělení výtěžku sestavoval honební výbor, který následně schvalovalo valné shromáždění honebního společenstva. To se mohlo usnést na tom, aby čistý výtěžek připadl obci.
Myslivecké zkoušky prováděla Československá myslivecká jednota na podkladě zkušebního řádu, který stanovilo a v Úředním listě zveřejnilo ministerstvo zemědělství. Za roční lovecký lístek pro tuzemské myslivce byla stanovena cena 159 Kčs, za tříroční lovecký lístek 400 Kčs. Okresní národní výbory měly do 30 dnů ode dne počátku účinnosti zákona zrušit všechny honební pachtovní smlouvy, které byly uzavřené před 31. prosincem 1945 (v pohraničí před 31. prosincem 1946), jelikož odporovaly zlidověné myslivosti.

### Československá socialistická republika (po únoru 1948)
V roce 1961 došlo k sjednocení Československé myslivecké jednoty a Zväzu poľovníckych ochranných sdružení na Slovensku v Československý myslivecký svaz. Následkem zákona o myslivosti č. 23/1962 bylo právo myslivosti odloučeno od vlastnictví pozemku a stalo se doménou organizací jako byly státní lesy, státní statky a JZD. Ty právo myslivosti poskytovaly za úplatu mysliveckým sdružením. Následkem násilného scelení pozemků, mechanizace a chemizace v zemědělství, průmyslovým exhalacím a necitlivým změnám krajiny došlo k radikálním úbytkům některých druhů zejména drobné zvěře (koroptev, zajíc). Zákon č. 23/1962 stanovil jedinou dobrovolnou mysliveckou organizací Československý myslivecký svaz a vyhláškou č. 24/1962 Sb. upravoval sdružování v socialistických mysliveckých sdruženích, myslivecké stráže a mysliveckého hospodáře.

## Myslivost v České republice po roce 1989
V roce 1990 byl vydán zákon č. 83, který zrušil povinné členství v mysliveckých organizacích. V roce 1992 byl vydán Zákon o myslivosti č. 270/1992, který opět přiznal právo myslivosti majitelům půdy, ale v důsledku dalších ustanovení je toto právo velmi slabé, zejména pro majitele malých pozemků. Nejnovějším zákonem je zákon č. 449/2001. Novela zákona 23/1962 č. 270 umožňovala správu honitby nejen mysliveckým organizacím, a také zrušila na nátlak ochránců zvířat termín „škodná zvěř“. Novela č. 512 ze stejného roku poté zavedla přechodný myslivecký zákon. V současné době je v platnosti zákon č. 449/2001 a právní předpisy:
- Zákon č. 449/2001 Sb., o myslivosti
- Vyhláška MZe č. 244/2002 Sb. – některá ustanovení Zákona č. 449/2001 Sb., o myslivosti
- Vyhláška MZe č. 245/2002 Sb. – doby lovu některých druhů zvěře
- Vyhláška Mze č. 491/2002 Sb. – stanovuje minimální a normované stavy zvěře
- Vyhláška Mze č. 7/2004 Sb. – úprava chovu bažantů v bažantnicích
- Vyhláška Mze č. 553/2002 Sb. – plány mysliveckého hospodaření
- Zákon č. 119/2002 Sb., o střelných zbraních a střelivu
- Trestní zákoník č. 40/2009 Sb. – např. pytláctví
- Zákon č. 289/1995 Sb. – chov zvěře, o lesích
- Vyhláška Mze č. 101/1996 Sb. – o opatření a ochraně lesa před škodami způsobenými zvěří
- Vyhláška Mze č. 55/1999 Sb. – výpočet výše újmy za škody způsobené na lesích
- Zákon ČR č. 167/1993 Sb. – na ochranu zvířat před týráním
- Zákon č. 114/1992 Sb. – o ochraně přírody a krajiny
- Vyhláška MŽP č. 395/1992 Sb. – ochrana lesa a chráněných druhů rostlin

Myslivost se dotýká mnoha oborů a věd. Velká část zasahuje také do biologie, ovšem patří sem také nauka o zbraních (střelectví) a podobné technické disciplíny.

### Chov zvěře
Chov zvěře je rozsáhlá činnost myslivce. Chovem zvěře se snaží dosáhnout na jemu svěřené honitbě zlepšení životních podmínek a zároveň udržovat stavy zvěře (aby byly v rozmezí mezi kmenovými a normovanými stavy) tedy v případě přemnožení přikročit i k regulaci těchto stavů.
Cíle chovu jsou jednak konzumní, směřují také k dosažení chovu jedinců s vysokou plodností a vysokou živou hmotností a také trofejové, zaměřené na dosažení co nejmohutnější a nekvalitnější trofeje.
Pro dosažení co nejlepších chovných výsledků je potřeba zajistit pro srstnatou zvěř dostatek potravy, dostatek krytů proti nepříznivým podmínkám, ale také vybírat zdravé a geneticky dobře založené jedince, případně regulovat poměr pohlaví. Pro pernatou zvěř je potřeba navíc zajistit v době toku, hnízdění a období péče o mláďata naprostý klid v honitbě.

### Lovectví
Lovectví bylo odpradávna součástí myslivosti. Je to nástroj k redukci početních stavů zvěře. Aby byl udržován ekosystém honitby, je potřeba k lovu vyčlenit jedince, kteří již nejsou v honitbě nezbytní (nemocné, poraněné, přestárlé). Tomuto se říká průběžný odstřel neboli selekce. Dále je nutno vzít v potaz, že k udržení rovnováhy je potřeba určit k odlovu 1/3 mladých jedinců, 1/3 samičí kusy a 1/3 samčí kusy.
Lovectví se dále dělí na 2 disciplíny:
- odchyt – Odchyt zvěře je ze zákona zakázán, ale myslivost a ornitologie tvoří výjimku, neboť tato činnost je přímo nezbytná k výkonu této činnosti. Odchytová zařízení musí být v souladu se Zákonem na ochranu zvířat proti týrání, v tomto zákoně jsou zakázány dřívější odchytová zařízení jako např. železa nebo tlučky. Odchyt je důležitý např. při převozu zvěře, ale dnes je běžnější použití narkotik.
- odstřel – Za účelem odstřelu bylo vyvinuto mnoho technik lovu, jejichž zvládnutí by mělo lovci zajistit optimální podmínky k odstřelu zvěře. Při odstřelu je důležité, aby byla zvěř usmrcena na místě (tzv. „zůstala v ohni“) z hlediska dodržení Zákona na ochranu zvířat před týráním.

### Myslivecká zoologie a kynologie
Z hlediska chovu zvěře je nutno znát obecnou zoologii – je nutno znát vnitřní a vnější stavbu těla zvěře např. kvůli lovu a rozpoznání nejlepších míst zásahu. Další důležitou částí je etologie. Velmi specifickou části zoologie je znalost plemen a skupin loveckých psů, jejich chovu, výchově a výcviku, vedení a použití – tedy myslivecká kynologie.

### Myslivecké organizace
Na území České republiky:
- Českomoravská myslivecká jednota (ČMMJ) - změna názvu z Česká myslivecká jednota
- Řád sv. Huberta
- Asociace profesionálních myslivců České republiky

Mezinárodní organizace:
- Safari Club International (SCI)
- Mezinárodní rada pro lov a ochranu zvěře (CIC)
- Federace mysliveckých organizací Evropské unie (FACE)
- Mezinárodní kynologická federace (FCI)
- Mezinárodní sdružení mysliveckých biologů (IUGB)

## Myslivecké zvyky a tradice
- Myslivecká mluva
- Myslivecké odívání
- Troubení při lovech, honech a jiných mysliveckých akcích
- Zvyky při lovech a honech (organizační zásady, výlož a výřad, úlomky, zálomky, lovecké právo, první kule a poslední brok, stráž u zhaslého kusu)
- Zvyky při poslední leči

### Myslivost v kultuře
Už od pradávna byla myslivost (a předtím lov) vděčným námětem pro uměleckou tvorbu. Díky myslivosti vzniklo množství tradic a obyčejů, které jsou v mysliveckých spolcích udržovány dodnes. Postava myslivce se objevovala v pověstech a pohádkách – například čert bývá zobrazován v mysliveckém stejnokroji. S myslivostí byl spojen také vznik různých hudebních děl, která tvoří nedílnou součást mysliveckých ceremonií.
Kromě lidové tvorby myslivost poskytovala a dodnes poskytuje suroviny k výrobě mnoha předmětů. Příklady můžeme vidět například v masném průmyslu, konzervárenství, kožešnictví, kloboučnictví, koželužství, obuvnictví, rukavičkářství, brašnářství, oděvnictví, řezbářství, ve výrobě střelných zbraní, střeliva, lovecké výstroje, doplňkových předmětů (např. vábniček na zvěř) klenotů aj.

## Kontroverze myslivosti v Česku

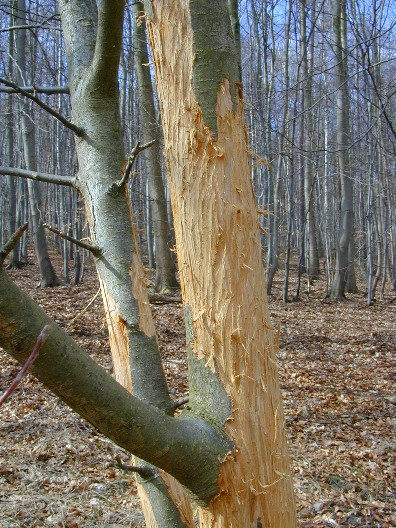
Strom se stopami okusu vysokou (jelen evropský)

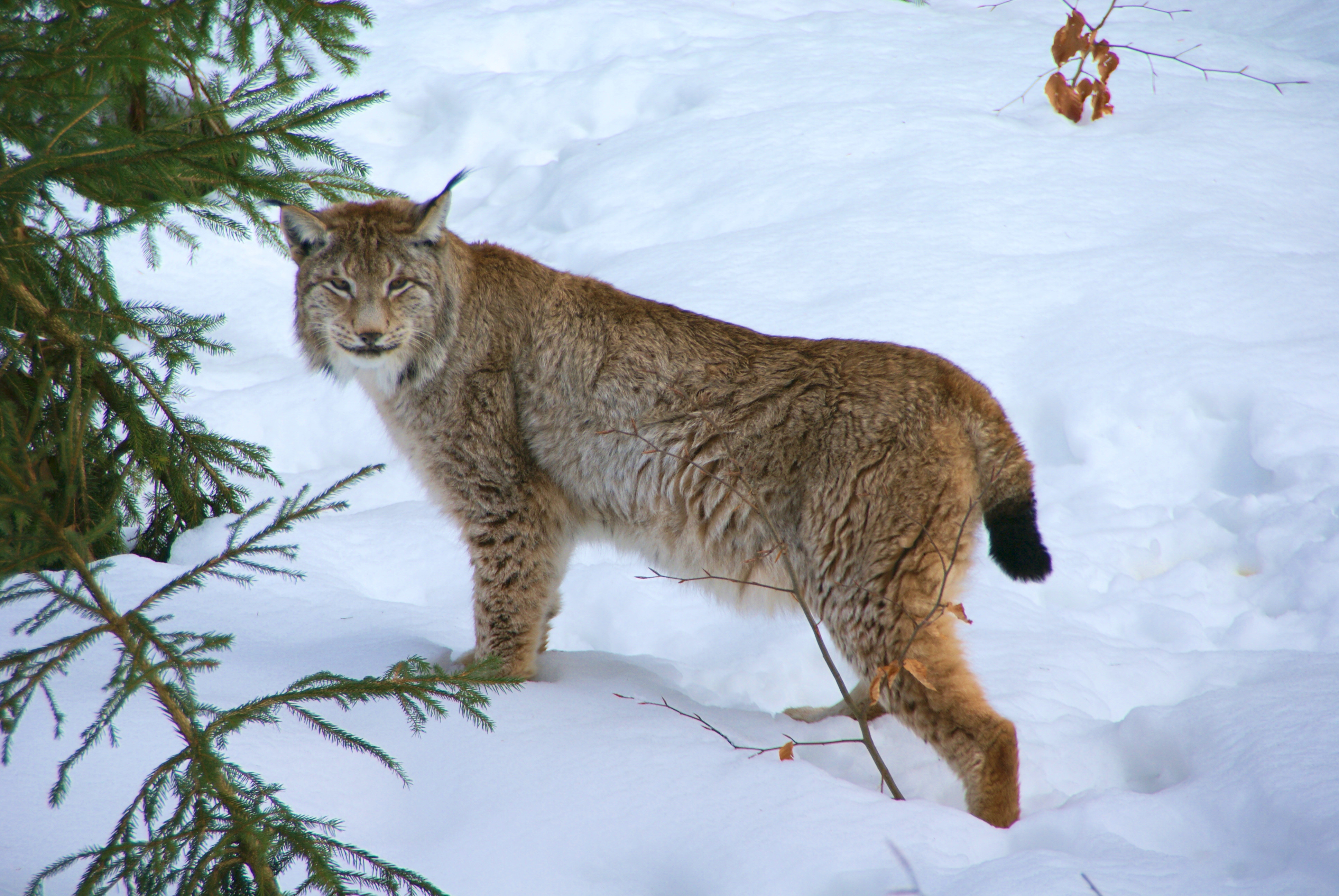
Rys ostrovid

- Provozování myslivosti na soukromých pozemcích – Zákon o myslivosti hřeší na neúctu k vlastnictví – často se stává, že majitelé půdy, na které je myslivost provozována, nemají možnost se připojit nebo myslivecké hospodaření jinak ovlivnit. O změnu zákona usiluje Sdružení vlastníků obecních, soukromých a církevních lesů v ČR (SVOL), které v roce 2023 přeneslo návrh na změnu zákona o myslivosti, který by vlastníkům lesních a zemědělských pozemků a pachtýřům, dovoloval provozovat myslivost. Lesníci i zemědělci požadují větší pravomoci, mimo jiné i zmenšení minimální výměry honiteb – otevřít možnost tvorby honiteb a umožnit právo lovu vlastníka či pachtýře na obhospodařovaných pozemcích. Místopředseda sdružení Richard Podstatzký označil působení mysliveckých spolků za „koníček cizích lidí”, kteří se snaží udržovat vysoké stavy černé zvěře pro podzimní naháňky.[23]
- Množství zvěře – Velmi spornou otázkou je určení množství zvěře (kmenové stavy), které lze trvale chovat v jednotlivých honitbách. Často proti sobě stojí zájmy majitelů zemědělských a lesních pozemků a myslivců pečujících o zvěř. Majitelé pozemků, na kterých mnohdy přemnožená spárkatá zvěř páchá významné škody, mají omezené možnosti k její regulaci.[24] Některé plodiny pěstované na velkých plochách mohou zvěři způsobovat vážné zdravotní potíže.[25]
- Vnímání „škodlivých“ druhů zvěře – Problematické jsou také vztahy myslivecké veřejnosti a státních orgánů nebo neziskových organizací zabývajících se ochranou přírody.[26] Živě diskutovanou otázkou je například návrat velkých šelem (rys, vlk, medvěd) nebo některých chráněných ptáků (krkavec, sokol, orli) do naší přírody. Část myslivců v nich vidí predátory významně redukující stavy nejen lovné zvěře.[27] Dějiny lidstva nicméně nabízejí příklady, kdy i hojné a „škodlivé” druhy byly cíleným (často dokonce dotovaným) lovem zcela vyhubeny, jakkoli se to aktérům těchto událostí ve své době zdálo nemyslitelné.[28]
- Pytláctví – Jedním z klasických nešvarů myslivosti je okolnost, že řada pytláků se rekrutuje přímo z řad myslivecké veřejnosti. Status oficiálního lovce a možnost volného pohybu se zbraní umožňuje jedincům snáze porušovat zákony a v konečném důsledku jsou velké škody na zvěři páchány přímo myslivci.[29][30]
- Alkohol – Neustále diskutovanou otázkou je výkon myslivecké služby pod vlivem alkoholu. Laická veřejnost považuje opilé myslivce takřka za součást mysliveckého koloritu a lze předpokládat, že ještě koncem 20. století k tomuto skutečně docházelo. K tomuto náhledu svádí také fakt, že úrazy postřelením patří k pravidelným událostem české myslivecké scény; k těmto úrazům nicméně v drtivé většině případů alkohol nepřispívá. Výrazně negativně v tomto směru zapůsobil zřejmě ojedinělý případ Miroslava Kociána, který v srpnu 2013 zastřelil v lese u Račic na Vyškovsku spícího trampa. Byl přitom pod vlivem alkoholu.[31] Policie ČR provádí preventivní namátkové kontroly při honech a jiných mysliveckých aktivitách, přičemž pozitivní nálezy jsou podle informací médií naprostou výjimkou a lze je označit za chyby jednotlivců.[32][33][34] Zákon je nicméně při postihování opilého myslivce poměrně benevolentní: za první zjištěný výskyt je udělena pokuta, teprve při recidivě se přistupuje k odebrání zbrojního průkazu.[35]
- Střelba na psy – Negativní postoj veřejnosti vůči myslivcům vyvolávají také incidenty, kdy dochází ke střelbě na psy. Mediálně velmi sledovaným incidentem byl případ z března 2023, kdy myslivec zastřelil border kolii, kterou venčila její majitelka poblíž cyklostezky nedaleko Darkovic u Hlučína. Myslivec sdělil, že měl políčeno na lišku, a že se spletl. Dle zákona o myslivosti smí psa zastřelit jen myslivecký hospodář nebo myslivecká stráž, a to jen v případě, že jsou vzdáleni nejméně 200 m od lidského obydlí, viditelně pronásledují zvěř a nejsou pod vlivem majitele, například nejsou slyšet jeho pokyny nebo na ně pes nereaguje.[36] Po tomto incidentu začal neznámý pachatel likvidovat posedy. Prvním posedem, který šel k zemi, byl právě ten darkovický, ze kterého myslivec zastřelil border kolii.[37] Dohromady bylo zničeno minimálně 11 posedů.[38] Další reakcí bylo i založení petice[39] za potrestání myslivce s požadavkem na řádné prošetření případu.[40] Ve věci také podal trestní oznámení europoslanec Jiří Pospíšil.[41]
- Společenský pacifismus – Na spíše pacifisticky naladěnou středoevropskou veřejnost 21. století působí lov a užívání střelných zbraní k zabíjení zvířat negativně, zejména, děje-li se tak přímo před zraky běžné populace. Platí to i v případech, že se tak děje s posvěcením či přímo na žádost místních úřadů.[42]
- Kontaminace olovem – Americký výzkum konstatoval, že rybáři a lovci kontaminují životní prostředí tisíci tunami olova ročně vinou používání olověných broků a olůvek.[43] Olovo škodí ve vodních a mokřadních ekosystémech a postihuje převážně vodní ptáky a dravce. V únoru 2023 vstoupilo v platnost nařízení Evropské komise, které zakazuje vystřelovat a nosit olověné broky v mokřadech či do sta metrů od nich. Česká inspekce životního prostředí za porušení nařízení pohrozila pětimilionovou pokutou.[44]

Problémy vážných škod zejména v lesích (o kterých se zmiňuje vládou schválený Národní lesnický program) se od roku 2009 pokouší řešit také expertní skupina ustanovená ministerstvy zemědělství a životního prostředí. Proti jejich doporučením se však Českomoravská myslivecká jednota v čele se svým předsedou – moravskoslezským hejtmanem Jaroslavem Palasem – velmi tvrdě brání.